# ISO 3166-2:AO
Die Liste der ISO-3166-2-Codes für  Angola enthält die Codes für die 18 Provinzen (províncias) (Stand: bis 2024).

Die Codes bestehen aus zwei Teilen, die durch einen Bindestrich voneinander getrennt sind. Der erste Teil gibt den Landescode gemäß ISO 3166-1 (für  Angola AO), der zweite den Code für die Provinz wieder.
Die aktuellen Codes stehen auf der Seite der ISO unter #iso:code:3166:AO zur Verfügung.

Codes für die zum 5. September 2024 neu gegründeten Provinzen Cuando, Cubango, Icolo e Bengo und Moxico Leste wurden noch nicht vergeben.

Provinzen Angolas (bis 4. September 2024)

| Provinz        | Code   |
| -------------- | ------ |
| Bengo          | AO-BGO |
| Benguela       | AO-BGU |
| Bié            | AO-BIE |
| Cabinda        | AO-CAB |
| Cuando Cubango | AO-CCU |
| Cuanza Norte   | AO-CNO |
| Cuanza Sul     | AO-CUS |
| Cunene         | AO-CNN |
| Huambo         | AO-HUA |
| Huíla          | AO-HUI |
| Luanda         | AO-LUA |
| Lunda Norte    | AO-LNO |
| Lunda Sul      | AO-LSU |
| Malanje        | AO-MAL |
| Moxico         | AO-MOX |
| Namibe         | AO-NAM |
| Uíge           | AO-UIG |
| Zaire          | AO-ZAI |

## Nachweise
1. ↑  Online Browsing Platform. iso.org